# Red Planet (pel·lícula)
Red Planet és una pel·lícula de ciència-ficció del 2000, dirigida per Antony Hoffman i protagonizada per Val Kilmer.

## Argument
La Terra, en 2050, es troba en un estat de crisi a causa de la severa contaminació i la superpoblació. Les missions automàtiques han sembrat Alga producents d'Oxigen a Mart com a primera etapa per Terraformar el planeta.
D'altra banda, 12 anys més tard, quan la quantitat d'oxigen produïda per les Alga descendeix inexplicablement, la tripulació de la missió Mars-1 ha de descobrir el motiu d'aquesta situació i continuar la missió de fer el planeta vermell adequat per a la colonizació humana.
En el camí a Mart, la tripulació juga cartes i bebe alcohol produït en el laboratori mentre es coneix. Hi ha discussions sobre la ciència i la espiritualitat: Quinn Burchenal (Tom Sizemore), l'experte genètic, és un ateu ferm, mentre que el científic i cirurgià ancian Bud Chantillas (Terence Stamp) és més filosòfic, havent adonat fa molt temps que La ciència no pot respondre a les preguntes realment importants. L'Enginyer de Sistemes Mecànics i Conservació Espacial Robby Gallagher (Val Kilmer) actua com a protegit de Chantillas, mentre coqueteix amb el comandant de la nau, Kate Bowman (Carrie-Anne Moss).
La nau arriba a Mart, però una erupció solar afecta diversos sistemes clau. Això comprometeix la seva navegabilitat, obligant a Bowman a quedar a bord i fer reparacions mentre els altres descenen a Mart. El seu primer objectiu és localizar un habitatge automàtic enviat anys abans per emmagatzemar menjar i oxigen per a l'arribada de l'equip.
La nau pateix danys en la seva entrada a l'Atmosfera marciana, el que obliga a variar la seva trajectòria i aterrar bastant lluny del lloc on es pretenia fer-ho, prop de l'habitatge. Durant el procés perden a AMEE (Autonomous Mapping Exploration and Evasion) un robot multifuncional emprestat pels Marines que serveix com a seu ⁇ navegador de la superfície de Mart ⁇ , i Chantillas es veu mortalment ferit; a més, no té suficient oxigen per portar-lo al habitatge, on la seva còrna rota podria ser curada. Amb oxigen limitat, Chantillas demana a la tripulació que el deixin i compleixin la missió.
En el mateix temps, Bowman ha de fer front a diversos desastres a la nave, incloent un foc a zero gravetat i nombrosos fallos en els ordinadors i sistemes.
Els homes desesperats fan el llarg caminament fins al habitatge automàtic, que descobreixen inexplicablement destruït. Amb només uns minuts d'aire restants, cada home contempla la seva mort imminent.
Burchenal i Gallagher es descansen per conservar el màxim aire possible. Pettengill (Simon Baker) i Santen (Benjamin Bratt) intenten veure Mart tant com sigui possible abans de morir i s'enfronten al límit d'un profund precipici. Admirant-lo, discuten les seves impressions de la situació.
Pettengill lamenta el seu destí i els fallos de la tripulació. Santen, un militar, veu la missió com un èxit tècnic, ja que tot el que va sortir mal estava fora del control humà. Amb la mort que surt, la discursada es converteix en una lluita i Pettengill accidentalment empenya a Santen cap al precipici. Encara afectat, Pettengill torna amb Burchenal i Gallagher per esperar la mort i menti dient que Santen va saltar al buit.
Sense res a perdre, a punt de no morir, Gallagher va obrir la pantalla i respirar, descobrint, per sorpresa seva, que Mart té una atmosfera respirable; tot i que conté poc oxigen. Els tres supervivents de l'equip que va aterrar estan segurs per ara, tot i que Pettengill, ple de culpa, està consternat, saent que Santen hauria sobreviscut si no l'hagués embutjat cap al canó.
Encara que hi ha aire il·limitat, la tripulació encara està atrapada a la superfície i és incapaç de comunicar-se amb la nau mare en òrbita. A aquest punt, AMEE torna i els tres homes es donen compte que ha estat danyat, i es proven a treure el seu sistema d'energia abans que s'esmorzi. Això constitueix una amenaça per a la supervivència del robot, provocant l'activació de la seva programació militar. Determinat a seguir vivent, AMEE els ataca. Intencionalment ferí Burchenal, però el deixa viu, seguint la seva tàctica militar programada, que consisteix en ferir un soldat enemic per desacelerar tota la unitat. Des d'aquí en endavant, el robot assassí els persegueix tot el viatge a través de la superfície marciana.
Gallagher construeix un transmisor de ràdio utilitzant parts del Mars Exploration Rover portat per la missió Mars Pathfinder el 1997; utilitza una freqüència antiga que està en desús, però com diu Gallagher, ⁇ 's millor que simplement cridar ajuda ⁇ . Com que la transmissió de ràdio viatja a la velocitat de la llum, els missatges necessiten hores per arribar a la Terra. El control de la missió descobreix el missatge, i li comuniquen a Bowman a Mars-1, just abans que abandoni l'Orbita de Mart, que canvie la freqüència del seu transmisor a la freqüència antiquada. Ella guia els homes en el seu camí cap a una sonda russa anomenada Kosmos, per utilitzar el sistema de prensada de mostres per tornar a la òrbita. L'únic problema és que els homes han de fer un llarg recorregut per la dura superfície marciana per arribar a la sonda.
Els tres homes comencen a caminar, parlant de vegades amb Bowman i informant-li d'unes descobriments estranys a la superfície. Hi ha petites zones d'algues en alguns llocs, però no troben una explicació per què han desaparegut completament en algunes regions.
El comportament de Pettengill comença a ser erràtic, però això no impedeix a Gallagher i Burchenal de començar algunes discussions filosòfiques. Durant una, Burchenal assenyala que com a dissenyador genètic, és realista. "Escriu codi", diu. No té temps de prendre el camí fàcil per caure en explicacions religioses o espirituals d'esdeveniments naturals. Gallagher contraataca, observant que la espiritualitat no és una sortida o negació de la ciència, sinó un reconeixement de les seves limitacions sobre els problemes humans: "Necessita més que només intel·ligència per viure una vida espiritual".
La situació es complica quan Bowman els admet una tempesta que s'acosta, i els tres viatgers es refugieixen en una petita caverna. Allí Gallagher passa el missatge de Bowman que la sonda russa només pot portar dues persones. Pettengill, sentint-se culpable i preocupat que els altres el abandonin, s'escapen amb la ràdio enmig de la tempesta, però és interceptat i assassinat per AMEE.
Quan la tempesta acaba, els dos altres membres de l'equip recuperen la ràdio i continuen el seu viatge, però fan un fosc descobriment. El cos de Pettengill està infestat de criatures amb l'aparença d'insectes que es menja de la seva carn (els identificen Buchernal com a Nematodes). Burchenal captura dos d'ells i els porta durant el viatge. També utilitzen una pinça i descobreixen que els insectes petits semblen sortir quan estan exposats a la calor.
Burchenal i Gallagher reprenen el seu viatge. Al camí troba un gran camp cobert d'algues i és quan Burchenal es rendís compte de què ha estat passant. Sembla que les criatures són una forma nativa de vida marciana que ha quedat adormeixuda fins que una font de menjar, com les algas, va arribar i s'arrel·la. Els insectes comen les algas, produint oxigen com a producte secundari, fent que l'atmosfera sigui respirable. No obstant això, els insectes tendeixen a cremar per combustió espontània quan són tocats per una llama.
Desgraciadament, Burchenal fa aquest descobriment just quan la sang d'una de les seves ferides comença a caure a terra, fet que provoca que els insectes iniciin un frenesí i es lancin sobre ell, intentant menjar-lo. El seu traje (amb la informació, l'oxigen i l'insecte de mostra) passa a Gallagher i encendi una pinça. Abans de ser mancat, incendia els insectes, provocant una reacció en cadena que crema tot el que queda d'algues i la major part de l'atmosfera en una regió prou gran com per ser vista des de l'Orbita.
Gallagher arriba fins a la sonda russa, on ha de fer preparatius per al viatge i afrontar AMEE per treure-li la seva font d'energia, per poder encendre la sonda i llançar-se a l'espai. Amb baixos nivells d'oxigen, l'única esperança de Gallagher és arribar prou prop de Mart-1 per ser rescatat per Bowman.
Tornen a la Terra amb la mostra i, tot i que la missió és un desastre, proporciona informació crucial sobre Mart que ajudarà molt els futurs esforços de colonizació. La mostra de l'insecte pot contenir la solució per a la situació de la Terra, a causa de la seva naturalesa de menjar tot i produir oxigen com a resultat.

## Repartiment
| Actor/ Actriu    | Paper                  |
| ---------------- | ---------------------- |
| Val Kilmer       | Robby Gallagher        |
| Carrie-Anne Moss | Comandante Kate Bowman |
| Tom Sizemore     | Dr. Quinn Burchenal    |
| Benjamin Bratt   | Teniente Ted Santen    |
| Simon Baker      | Chip Pettengill        |
| Terence Stamp    | Dr. Bud Chantilas      |

## Aspectes notables del film
Red Planet va ser un fracàs de taquilla, recaptant $33 milions contra un pressupost de $80 milions. Alguns fanàtics han lloat la ciència del film, cridant-la una sòlida extrapolació del coneixement actual sobre Mart i la tecnologia requerida per arribar-hi. Red Planet inclou una de les representacions més realistes d'un foc en gravetat zero en un film de Hollywood. També és la primera pel·lícula del director Antony Hoffman.

## Llocs de filmació
Les escenes ambientades a la superfície de Mart van ser filmades a Wadi Rum, Nova Gal·les del Sud i a Austràlia Meridional.